# Bellegarde-en-Marche
Bellegarde-en-Marche è un comune francese di 441 abitanti situato nel dipartimento della Creuse nella regione della Nuova Aquitania.

## Società

### Evoluzione demografica
Abitanti censiti